# Cyrtophora feai
Cyrtophora feai là một loài nhện trong họ Araneidae.
Loài này thuộc chi Cyrtophora. Cyrtophora feai được Tord Tamerlan Teodor Thorell miêu tả năm 1887.